# Einfallswinkel

Schematische Darstellung des Einfallswinkels

Als Einfallswinkel (seltener auch Inzidenzwinkel) bezeichnet man den Winkel, in dem Energie in Form elektromagnetischer Strahlung oder Materie in Form von Teilchenstrahlung oder Erdbebenwellen auf ein definiertes Hindernis treffen. Der Begriff wird je nach Wissenschaft oder Situation unterschiedlich verwendet:
1. Im Alltag bezeichnet er den Winkel zwischen einem Lichtstrahl und dem Horizont. Er hat bei der Sonne durch den Wechsel der Jahreszeiten entscheidenden Einfluss auf die Erwärmung der Erdoberfläche. Während die Sonne in Europa zu Mittag im Sommer 60–65° über dem Horizont steht und mit etwa 700 Watt/m² herabstrahlt, sind es im Winter 13–18° und nur 200 Watt/m².
2. In der Strahlenoptik bezeichnet der Einfallswinkel die Ergänzung des Winkels zwischen Strahl und Horizont auf 90°. Wenn ein Strahl eine optische Grenzfläche durchläuft, ist sein Einfallswinkel jener zum Lot auf diese Fläche. Der Ausfallswinkel definiert sich auf gleiche Art – nach Durchlaufen der Trennfläche. Ist das zweite Medium dichter (etwa beim Strahlverlauf Luft-Linse), wird er kleiner (Brechung zum Lot). Ist das zweite Medium optisch dünner (Linse-Luft), wird er vom Lot gebrochen. Der Brechungsindex n ist das Sinus-Verhältnis dieser zwei Winkel (Snelliussches Brechungsgesetz). Im Bild sind die zwei Winkel δ1 und δ2 etwa 30° und 10°. Daraus ergäbe sich n = 2,8 – also etwas mehr als beim Diamanten. Bei Luft-Glas wäre das Verhältnis etwa 1,5 : 1.
3. In der Geologie bezeichnet der Einfallswinkel (auch Fallwinkel) den Winkel, in der eine Gesteinsschicht die Horizontale schneidet. Der Einfallswinkel ist immer zwischen 0° und 90°.
4. In der Seismologie und der Seismik bezeichnet der hier oft auch Inzidenzwinkel genannte Einfallswinkel den Winkel zwischen der Einfallrichtung einer Welle und der Senkrechten auf der Oberfläche der Erde oder einer Grenzfläche im Erdinneren. Für kleine Winkel kommt die Welle fast direkt von unten bzw. oben, für Winkel nahe 90° kommt die Welle daher nahezu von der Seite.